# Giridawa-Gletscher
Der Giridawa-Gletscher (bulgarisch Ледник Гиридава Lednik Giridawa) ist ein 2,7 km langer und 1,2 km breiter Gletscher auf Clarence Island im Archipel der Südlichen Shetlandinseln. Er fließt von den Hängen des Mount Irving auf der Westseite des Urda Ridge nördlich des Skapliso-Gletschers und südwestlich des Bersame-Gletschers in nordwestlicher Richtung zur Chinstrap Cove, die er östlich des Vaglen Point erreicht.
Britische Wissenschaftler kartierten ihn 1972 und 2009. Die bulgarische Kommission für Antarktische Geographische Namen benannte ihn 2014 nach der thrakischen Ortschaft Giridawa im Norden des heutigen Bulgariens.